# المهرجان الدولي للفلم بمراكش
المهرجان الدولي للفيلم بمراكش هو مهرجان سينمائي يُنظم سنويًا في مدينة مراكش في المغرب، ويعد من أهم المهرجانات السينمائية العالمية وأهم مهرجان في دول حوض البحر الأبيض المتوسط، وذلك لكبار السينمائيين الذين يحضرون ويكرمهم المهرجان وأيضا لاهتمامه الكبير بالسينما الأوروبية والهندية والعربية والأمريكية. وللعديد من الجوائز التي قُدمت له كأحسن مهرجان كجائزة فيليني وجائزة روبيرتو روسيليني.

## الدورة الأولى
تكريم كل من المخرج الفرنسيكلود لولوش والمخرج البريطاني چون بوورمان والممثل العالمي عمر الشريف
الذين تسلموا درع المهرجان وطبعا عرض لعمر الشريف ’ لورانس العرب ‘ الذي يحمل معظمه بصمات الصحراء المغربية كما تم تكريم المخرج يوسف شاهين بمناسبة عرض شريطه الأخير (سكوت حنصور) خلال الحفل، حيث كان مرفوقا ببطلة الشريط المطربة التونسية لطيفة.
أما تكريم ليلوش فقد كان أكثر الجميع صخبا ليس لعرض أحدث أفلامه الذي ترقبه الجمهور المغربي ’ والآن سيداتي سادتي ‘، إنما لوجود الكثير من النجوم والنجمات الذين اشتغل معهم، مثل أنوك إيميه، وتييرى ليرميت وپاتريك برويل وأليساندرا مارتينيز ونجم الأوسكار چيريمى أيرونز

## الدورة الثانية
كرم المهرجان الدولي الثاني للفيلم بمراكش المنتج والممثل الهندي الشاب امر خان بمنحه «النجمة الذهبية» لعام 2002 التي سلمها له توماس كريتشمان الممثل الألماني وعضو لجنة التحكيم الخاصة بمسابقة الأفلام الطويلة. ويعد الفنان الهندي الممثل الأكثر شعبية في شبه القارة الهندية. وقد شارك امر خان في الدورة الثانية لمهرجان مراكش للفيلم الدولي بفيلم «لاغان» الذي يؤدي فيه دور فلاح.
وتم تكريم السينمائي فرنسيس فورد كوبولا بالوسام العلوي بدرجة قائد....
مارتين سكورسيزى اعتذر في اللحظة الأخيرة، لكن جاء ديڤيد لينش، وبإضافة اسم الممثل المغربي العريق محمد الجندى تكون هذه هي عينها قائمة من كرمهم المهرجان، هذه المرة في حفل ملكى بحضور الملك وعروسه. ليبقى بعد ذلك عدد لا بأس به من الضيوف النجوم في طليعتهم النجم الأميركى الشاب مات ديمون، زائد الفرنسيتين الكبيرتين كاثرين دونيف وچان مورو التي ترأست لجنة التحكيم، وأطالت في حفل الافتتاح في الحديث العاطفى عن جمال مراكش وذكرياتها الشخصية عنها. أما لجنة تحكيم الأفلام القصيرة فقد كانت أول لجنة تحكيم في تاريخ هذا المهرجان القصير لا ترأسها نجمة أوروپية، إنما رأستها المخرجة التونسية مفيدة تلاتلى !
كما منح المهرجان الذي اختتمت فعالياته الليلة قبل الماضية «النجمة الذهبية» لفيلم «غو» للمخرج الياباني إيساوو إيكيزادا. أما الجائزة الخاصة بلجنة التحكيم لفيلم «العبها مثل بيكم» للمخرجة البريطانية غوريندر شادها، وجائزة أحسن دور نسائي للممثلة كلارا خوري عن دورها في فيلم «زواج رانا» للمخرج الفلسطيني هاني أبو أسد.
وفاز الممثل يوسيك كيبوزوكا بجائزة أحسن دور رجالي عن دوره في الفيلم الياباني «غو»، وفاز بجائزة الإخراج البرازيلي فيرناندو ميراي عن فيلمه «مدينة الآلهة» وجائزة السيناريو لفيلم «طائر من طين» للمخرج البنغالي طارق مسعود. وبالنسبة للافلام القصيرة فقد فاز الفيلم الفيلبيني «شيفون» لرومون ميس دي غوزمان بـ«النجمة الذهبية، في الوقت الذي منحت فيه لجنة تحكيمها جائزة خاصة للفيلم السويدي «مالكوم» للمخرج باكر كريم

## الدورة الثالثة
كرم مهرجان مراكش السينمائي النجم الفرنسي الآن ديلون وعميد السينما البرتغالية مانويل دي اوليفييرا (94 سنة) والفنانة المصرية يسرا والمخرج الاميركي أوليفر ستون والبريطاني سير ريدلي سكوت.
وجرى الاحتفال خلال عشاء اقيم في القصر الملكي حضرته رئيسة المهرجان الممثلة الفرنسية ناتالي باي والممثل الفرنسي المغربي الاصل جمال دبوز واعضاء لجنة التحكيم، ومن بينهم المخرج الألماني فولكر شلوندورف والممثل البريطاني جيريمي ايرونز والهندي شاشي كابور.
وقد سبقت هذه السهرة حفل تكريم دانيال توسكان دو بلانييه رئيس المرجان الذي رحل عن العالم في شباط الماضي، والذي اقيم في قصر البديع في حضور نجمات مثل الفرنسيتين ايزابيل هوبير وماري كريستين بارو والكاتب برنار هنري ليفي.
وكان المهرجان قد كرم في خلال حفل افتتاحه أسطورة السينما الهندية النجم اميتاب باتشان، الذي أتى بالجلباب المغربي وتسلم النجمة الذهبية للمهرجان من يدي الفنان المغربي جاد المالح

## الدورة الرابعة
إن لجنة تحكيم هذه الدورة ترأسها المخرج البريطاني العالمي الآن باركير.
وتم خلال هذه الدورة تكريم النجمة كلوديا كاردينال والنجم الأيرلندي شون كونري والمخرج العربي الكبير يوسف شاهين
حيث تم عرض 5 افلام لكل تكريم. كما تضمن برنامج المهرجان تقديم بانوراما للسينما المغربية يعرض خلالها حوالي عشرين شريطا مغربيا.
وحظت السينما الهندية «بوليود» أيضا باهتمام هذه الدورة من خلال اختيار 10 افلام تمثل النوع البارز لمدة 40 سنة تمزج بين التجديد والتراث بالإضافة إلى برمجة 10 افلام شعبية بالمساء.

## الدورة الخامسة
كرم مهرجان مراكش للفيلم الدولي في دورته الخامسة المخرج الأميركي مارتن سكورسيزي، والممثل المغربي حميدو بن مسعود. وقدمت الممثلة الفرنسية كاترين دونوف درع المهرجان لسكورسيزي، التي قالت عن المخرج سكورسيزي، إنه أثار إعجابها دائما، وإنه ما زال شابا، إلى حد يجعل تكريمه يأتي قبل الأوان. وأضافت دونوف قائلة، «ان سكورسيزي وضع حياته في قلب السينما، والسينما في قلبه»
وخص منظمو مهرجان مراكش المخرج الأميركي بمفاجأة حين احضروا له فرقة «ناس الإيوان» المغربية، التي ادت مقطوعة من آخر اغانيها تكريما له. وقال سكورسيزي انه تعرف على موسيقي «ناس الإيوان» عام 1981، ومنذ ذاك الوقت «بقيت أنصت اليها»، واضاف انه اكتشفها في شريط «الحال» الذي اخرجه المخرج المغربي أحمد المعنوني
واشار المخرج الاميركي إلى ان المغرب لديه مكانة خاصة في قلبه، وقال: انا مدين للمغرب لانني اخرجت فيلمين فيه، هما «كوندون» و«آخر اغراء للمسيح». وقال سكورسيزي «اننا اليوم في حاجة إلى ان نجدد النظرة إلى بعضنا، وان السينما هي من أفضل الأدوات للتعرف على بعضنا البعض»
تم تكريم المخرج الإيراني عباس كياروستامي واعلنت لجنة التحكيم برئاسة المخرج الفرنسي جان جاك أنو نتائج مداولاتها، الذي صرح بأن لجنة التحكيم «لم تصطف إلى جانب الأفلام الآتية من بلدان لازل فيها الإبداع السينمائي السينماتوغرافي هشا، ولم يقس على الأفلام التي أنجزت بميزانيات كبرى أو في دول قوية سينمائيا، بل هي نتائج استمعنا فيها لصوت قلوبنا» كانت أولى مفاجأت لجنة التحكيم منح جائزة أفضل دور ذكوري للممثل الأمريكي دانييل دي لويس عن دوره في فيلم «دو بلاد أوف جاك أند روز» للمخرجة الأمريكية ريبكا ميلر. وجائزة أفضل تشخيص نسائي لشرلي اندرسون عن الفيلم البريطانيى متجمد - FROZEN للمخرجة جولييت ماكوين، حيث شكرت الممثلة المدينة والبلد وعبرت عن مفاجأتها بهذه الجائزة.
أما بالنسبة لجائزة التحكيم، فقد شطرتها اللجنة إلى نصفين، حيث منحت مناصفة للفيلم الذي حظي بإعجاب النقاد والمشاهدين وهو فيلم «أحمق = C.R.A.Z.Y» للمخرج الكندي جان مارك فالي والفيلم السوري «باب المقام» للمخرج السوري محمد ملص الذي صرح بان الجائزة منحت للفيلم «مزيدا من الشجاعة في مواجهة هذا العالم الصعب». أما مفاجأة المهرجان الكبرى، فهي منح جائزة النجمة الذهبية للمخرج الكرجيستاني أرنست أبد يشاباروف ERNEST ABDYSHAPAREV عن فيلمه «سارتان- SARATAN»، الذي إعتبره جون جاك أنو - المخرج الفرنسي ورئيس لجنة التحكيم- «الجوهرة الصغيرة» القادمة من آسيا الوسطى. روعة الفيلم أنه يختزل العالم كله في قصة إنسانية صغيرة
و قد ترأس لجنة تحكيم المهرجان جان جاك انو، المخرج والمنتج الفرنسي، ويشارك في اللجنة المخرجة الهندية ريب امحتا والمخرج الكوري كيم جي وون والكاتب المغربي عبد الكبير الخطيب والممثلة التونسية هند صبري والممثلة الإيطالية ستيفانا روكا والمخرج البوركينابي ادريسا ودراووكو والمنتجة والمخرجة الاميركية مارك سويني والممثلة البرتغالية ليونور سيلفيرا

## الدورة السادسة
افتتح في 1 ديسمبر/ كانون الأول 2006 وعرض فيه مئة فيلم في تسعة أيام. وترأس لجنة التحكيم المخرج البولوني الفرنسي رومان بولانسكي.
وقد شارك في الدورة السادسة 22 دولة وعرض فيه حوالي 120 فيلما دخلت منها المنافسة 15 فيلما.
وكانت السينما الإيطالية ضيفة شرف المهرجان السادس. ونال جائزة النجمة الذهبية الفيلم الألماني (دير روت كاكادو) أي الببغاء الأحمر للمخرج دومنيك غراف.

## جائزة روبرتو روسيليني
خصص المهرجان السينمائي لمدينة مايوري (جنوب إيطاليا) مساء السبت إحدى جوائز روبيرتو روسيليني التي يمنحها سنويا للمهرجان الدولي للفيلم بمراكش لكونه يعد حاليا " أهم مهرجان خاص بالفن السابع ينظم بحوض المتوسط.
و عند تسليم الجائزة تم شكر الفريق الساهر على إنجاح الدورة السادسة للمهرجان" وهذه هي الجائزة الثــانية التــي ينــالهــا المهرجان، بعد جائــزة باسم مبدع إيطــالي آخــر فيليني
هذه الجائزة التي جاءت لتكريم الجهود الهامة المبذولة لجعل مهرجان مراكش «حدثا سينمائيا دوليا وموعدا متميزا للثقافة والفن والفرجة».
و أنه لشرف كبير أن يتم تكريم المهرجان الدولي للفيلم بمراكش من قبل جمعية مهرجان الفيلم بمايوري المعروفة بجهودها من أجل النهوض بالفن السابع خصوصا من خلال تشجيعها ودعمها للطلبة المخرجين، كما أن تزامن منح هذه الجائزة مع الاحتفال بمائوية المخرج الكبير روبيرتو روسيليني.
وتم تسليم الجائزة من أيدي ابني روسيليني، الممثلة إيزابيلا روسيليني والسينمائي إينزو روسيليني، إلى المهرجان الدولي للفيلم بمراكش، الذي سيحتفي بدوره هذه السنة بالسينما الإيطالية، إحدى أهم مدارس الفن السابع على المستوى الدولي، ومن خلالها بروبيرتو روسيليني.
و أعمال روسيليني لا زالت شاهدة على عظمة هذا المخرج الفذ، الذي عمل على «كشف الواقع كما هو دون تلاوين أو أحكام مسبقة، مما جعله يتبوأ موقع الطليعة، خلال الفترة التي مكنته من إلقاء نظرة متجددة على الاختلافات بين الناس». وهذه النظرة، التي أثتت جميع أفلامه، تميزت بعمقها الإنساني المتسامح وأذنت بميلاد مدرسة الواقعية الجديدة بإيطاليا.

## وصلات خارجية
- وزارة الثقافة المغربية
- صفحة المهرجان الدولي للفيلم بمراكش
- ملف خاص المهرجان الدولي السابع للفيلم بمراكش